# Powiat Węgrowski
Der Powiat Węgrowski ist ein Powiat (Kreis) in der polnischen Woiwodschaft Masowien. Der Powiat hat eine Fläche von 1219,18 km², auf der 66.976 Einwohner leben. Die Bevölkerungsdichte beträgt 55 Einwohner auf 1 km² (2010).

## Gemeinden
Der Powiat umfasst neun Gemeinden, davon eine Stadtgemeinde, eine Stadt-und-Land-Gemeinde und sieben Landgemeinden.

### Stadtgemeinde
- Węgrów

### Stadt-und-Land-Gemeinde
- Łochów

### Landgemeinden
- Grębków
- Korytnica
- Liw
- Miedzna
- Sadowne
- Stoczek
- Wierzbno